# Földön-Égen Mentőcsoport

A mentőcsoport logója

A Földön-Égen Mentőcsoport egy nyomkövető, területkutató, személykereső kutyákkal felszerelt civil egyesület, amely drónokat is használ légi felderítésre. Tagjai közül többen is a Körös Mentőcsoport tagjai. Az egyesület elnöke, dr. Sin Zoltán dr. Takács Árpáddal együtt alapító tagja volt a Körös Mentőcsoportnak, valamint együtt dolgoznak a Földön-Égen Mentőcsoport céljaiért is. A csoport 2023 májusában alakult Orosházán 13 fővel, azóta létszámuk megkétszereződött.
Az egyesület tagjai hétvégente gyakorlatoznak, minden várható és nem várható katasztrófahelyzetre felkészülnek. Nemcsak helyben, az országot járva is ismerkednek különböző terepviszonyokkal, tapasztalatot cserélnek más mentőcsoportokkal, gyakorolnak az e célra kiépített terepeken és katasztrófavédelmi bázisokon. Rendszeresen kapnak meghívást különböző eseményekre, rendezvényekre, ahol ismeretterjesztő tevékenységet folytatnak a gyerekeknek szóló játékos feladatoktól kezdve az elsősegélynyújtási ismeretek átadásán keresztül az eltűnt személyekkel kapcsolatos teendőkig.

## A mentőcsoport feladatai

Csapattagok egy megyei rendezvényen

- Csapattagok egy megyei rendezvényenEltűnt személyek keresése, mint például elkóborolt gyerekek, demenciában szenvedő idősek, pszichikailag instabil betegek, egyéb fogyatékkal élők.
- Területkutatás kiképzett kutyákkal természetben eltévedt, megsérült emberek után, akiket nyomkövető, ill. személykereső kutyák is keresnek.
- Gázrobbanás, földrengés vagy egyéb ok miatt romok alá szorult túlélők megkeresése, ellátásuk biztosítása mentőkkel összehangolt csapatmunkában.
- Repülőgép-szerencsétlenség, vonatbaleset vagy esetleges árvízi vagy tűz- és robbanásveszély miatt eltűnt áldozatok felkutatása drónokkal.

## A mentőcsoport céljai
Az  eltűnt emberek felkutatásán túl céljuk között szerepel felkészíteni a lakosságot polgárvédelmi, tűz- és katasztrófaelhárítási és egyéb védelmi feladatokra, hogy a lakosok képesek legyenek megvédeni önmaguk, családtagjaik, embertársaik életét; ezen túl a  vagyontárgyaikat legyenek képesek eredményesen megvédeni, menteni. Segítséget kívánnak nyújtani elemi csapások, természeti és ipari katasztrófák, valamint fegyveres konfliktusok esetén.
Aktív szerepet vállalnak kutatási és kárelhárítási feladatokban.
További céljuk a fiatalok megismertetése a polgárvédelmi és katasztrófavédelmi feladatokkal.
Együttműködnek katasztrófavédelmi és polgárvédelmi szervekkel, megyei és helyi védelmi bizottságokkal, önkormányzatokkal, a Magyar Vöröskereszttel, a Magyar Tűzoltó Szövetséggel, a Magyar Polgári Védelmi Szövetséggel és egyéb szervezetekkel, mentőcsoportokkal.
Együttműködési megállapodást kötöttek a Békés Vármegyei Katasztrófavédelmi Igazgatósággal és az Orosházi Hivatásos Tűzoltó-parancsnoksággal.

## Forrás
- Az egyesület hivatalos dokumentumai

## Médiamegjelenések
- https://oroscafe.hu/2023/10/25/bevetheto-a-fem-az-uj-oroshazi-mentocsoport/
- https://behir.hu/ebben-a-kutyaban-akksi-van-eletet-menthet-a-robotkutya
- https://www.beol.hu/helyi-kozelet/2024/04/robotkutyat-gyomaendrodi-gyakorlat
- https://bekes.katasztrofavedelem.hu/23890/hirek/282433/katasztrofa-felszamolasi-egyuttmukodesi-gyakorlat-gyomaendrodon
- https://oroscafe.hu/2024/04/09/oroshaza-hirek-foldon-egen-mentocsoport-kereses-kutya-robot-dron-katasztrofavedelem-gyakorlat-gyomanendrod-oriasi-vihar-utan-indult-kereses-az-eltunt-kajakozok-utan/
- https://www.blikk.hu/aktualis/katasztrofavedelem-mentes-kutya-mentokutya-robotika/pcbhm1e?fx_ps=d_1
- https://oroscafe.hu/2024/05/08/oroshaza-hirek-eltunt-szemelyek-felkutatasaban-segitenek/
- https://www.youtube.com/watch?v=WnVai4LgRRY&t=157s
- https://mediaklikk.hu/video/hirado-2024-04-06-i-adas-6/
- https://videa.hu/videok/beol/emberek-vlogok/robotkutyat-is-bevetettek-a-gyomaendrodi-katasztrofavedelem-mentocsoport-robotkutyak-JcJ7vlNT2zPwbLbL (Robotkutyát is bevetettek a gyomaendrődi gyakorlaton 2024. 04. 08.)
- https://www.youtube.com/watch?v=UvPZwSjJJyE (Békés megye hírei - Híradó - 2024. 04. 08.)
- https://www.youtube.com/watch?v=BwPioL8_les (Tizi, a belga juhászkutya akcióban – Így segít a Földön-Égen Mentőcsoport)
- https://www.beol.hu/helyi-kozelet/2024/06/mentocsoport-oroshaza (Táncsicsos diákokhoz érkezett a mentőcsoport 2024. 06. 19.)
- https://oroscafe.hu/2024/07/08/oroshaza-hirek-foldon-egen-mentocsoport-onkentes-csapat-kereses-eltunt-szemely-nyoma-veszett-az-oroshazi-allatorvosnak-es-asszisztensenek-a-fem-tagjai-talaltak-rajuk/ (Elhagyatott területen találtak rá az állatorvosra, akinek munkavégzés közben veszett nyoma 2024. 07. 08.)
- https://www.beol.hu/helyi-kek-hirek/2024/07/eltunt-allatorvos-mentocsoport (Égen-földön keresték az eltűnt orosházi állatorvost és asszisztensét – videóval 2024. 07. 09.)
- https://oroscafe.hu/2024/07/18/uj-tamogatasi-lehetoseg-a-repontokon-keresztul/ (Új támogatási lehetőség a REpontokon keresztül 2024. 07. 18.)
- https://www.youtube.com/watch?v=vMcEpVyBpLU (Az Orosházi Városi Televízió Híradója 2024. 11. 29.)